# Zeta Cephei
Zeta Cephei (zet Cep, ζ Cep, ζ Cephei) är en stjärna i stjärnbilden Cepheus.
Zeta Cephei har spektraltypen K1Ibv SB, vilket innebär att stjärnan är en orange/röd superjätte och befinner sig cirka 840 ljusår från jorden. Zeta Cephei har en yttemperatur på 3 903 K.